# Cuvée du Château
Cuvée du Château is een Belgisch bier van hoge gisting.
Het bier wordt sinds 2010 gebrouwen in Brouwerij Van Honsebrouck te Ingelmunster.
Het is een donkerbruin bier met een alcoholpercentage van 11%. Het is gebaseerd op Kasteelbier bruin maar de smaak van het brouwsel is aangepast naar de smaak van een tien jaar oude variant. Dit bier wordt enkel gebotteld in champagneflessen, voorzien van jaartal.